# 愛知池

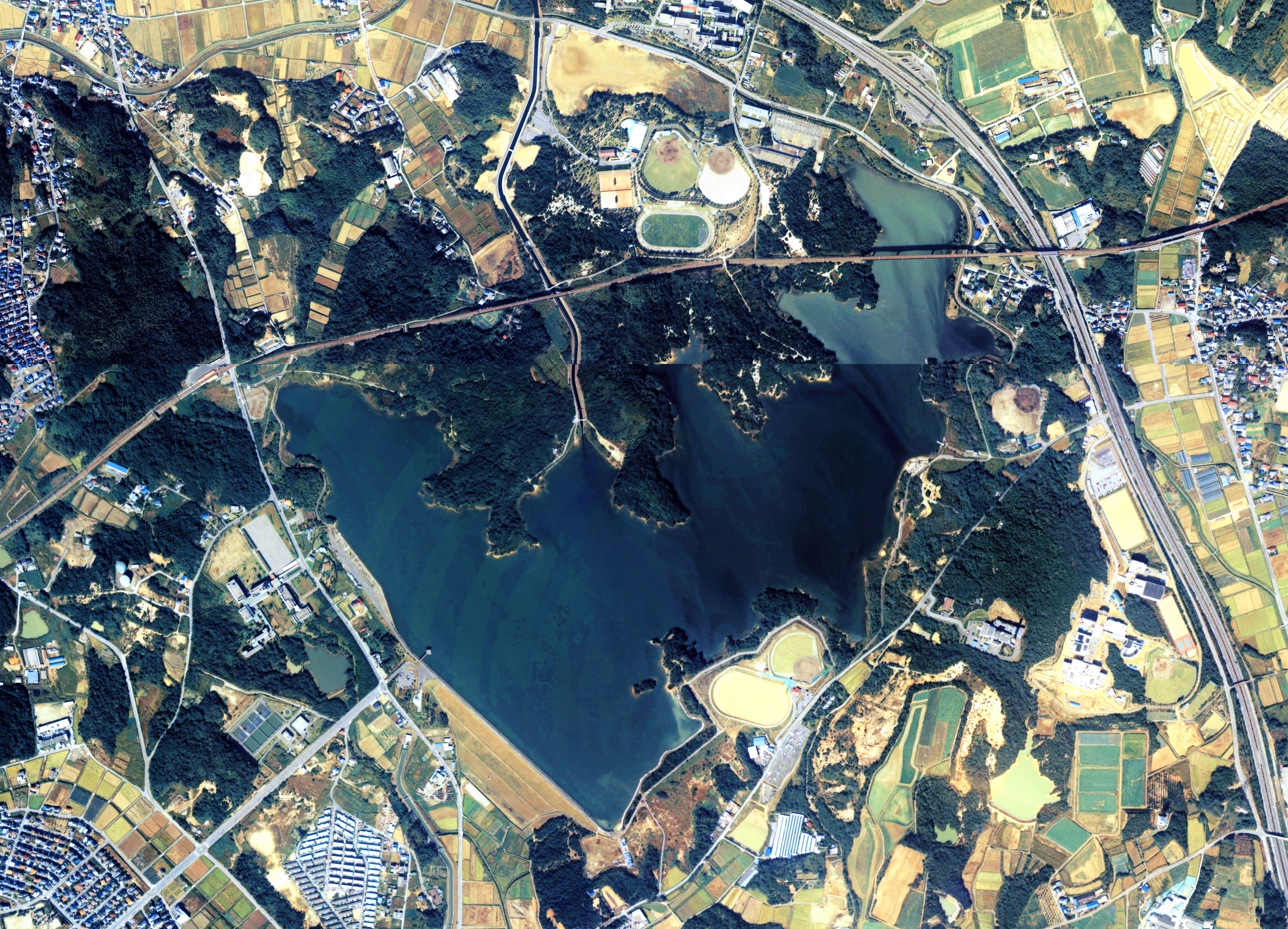
愛知池周辺の空中写真。1987年（昭和62年）撮影の6枚を合成作成。
。

愛知池（あいちいけ）は、愛知県の日進市・愛知郡東郷町・みよし市にまたがる、二級河川・境川水系前川に建設された愛知用水の調整池。正式名称は東郷調整池（とうごうちょうせいち）である。

## 概要
東郷調整池（通称：愛知池）は、愛知用水の水路水を管理するために造成された人造湖で、愛知用水の幹線水路（本流：全長約112km）の中間点に位置する。
本池は、独立行政法人水資源機構が管理する東郷ダム（とうごうダム）のダム湖である。ダム諸元は、堤高31m、堤頂長975m、堤体積1,040千m3、有効貯水量は9,000千m3のアースダム（傾斜遮水ゾーン型フィルダム）である。味噌川ダム（木曽川）・牧尾ダム（王滝川）・阿木川ダム（阿木川）から放流された木曽川の水は、岐阜県八百津町の愛知用水取水口で取水後、愛知用水幹線水路を流下し本池に流入する。また別水系水として、矢作川より、岩倉取水口（愛知県豊田市）から矢作連絡導水路を流下し、本池に工業用水が流入している。本池の貯留水は、愛知用水取水口を経由して愛知用水幹線水路の下流（東郷発電所経由ルートもある）に送水される。
愛知用水の水は、農業用水として岐阜県、愛知県の27市町の1万5000haの農地、水道用水として愛知県の11市町の家庭約83万人、工業用水として岐阜県可児市や愛知県名古屋市南部及び名古屋南部臨海工業地帯などの9市町の約80社の工場で使用されている。本池の湖面は全国有数の漕艇競技場として（後述）、また池の周辺道路（1周：約7.4km）はウォーキングなどに利用されている。

## 愛知池漕艇場
愛知池は、平成6年（1994年）の第49回国民体育大会（わかしゃち国体）、平成30年度全国高等学校総合体育大会（全国高校総体）等でのボート競技会場として使用された。現在も愛知県ボート協会が管理する漕艇コース（1000m・7レーン）が設定されており、トヨタ紡織ボート部、デンソーボート部等が艇庫を構え、練習場所としている。本池隣接地に東郷町がトーゴーボートハウス / 総合監視所を設置しており、ナックル艇の貸出しサービス（要予約）がある。東郷町町民レガッタ大会の定期開催会場でもある。

## 周辺の施設など
- 愛知牧場
- 愛知池運動公園
- 東名高速道路東郷パーキングエリア

## アクセス
- 名鉄豊田線 米野木駅 徒歩約10分。
- 東郷町巡回バス「じゅんかい君」：「愛知池」停留所。
- 愛知警察署南交差点を東進、約2㎞。

## その他
愛知池に架かる橋梁は、名鉄豊田線の愛知池橋梁（全長256m）がある。
東名高速道路の東郷パーキングエリアは、この池の正式名称である東郷調整池に由来する。